# Michael Lewis (ciclista)
Michael Dennison Lewis (nascido em 14 de outubro de 1967) é um ciclista profissional olímpico belizenho. Representou sua nação nos Jogos Olímpicos de Verão de 1988 e 1992.